# Mario Cevolotto
Mario Cevolotto (Treviso, 1º aprile 1887 – Viareggio, 6 aprile 1953) è stato un politico italiano.

## Biografia
Avvocato penalista, fu volontario nella prima guerra mondiale, dove raggiunse il grado di capitano per meriti di guerra. Massone, nel 1919-20 fu eletto Maestro venerabile della Loggia Fraternitas, di Roma, successivamente fu membro della loggia romana Propaganda massonica del Grande Oriente d'Italia, raggiunse il 33º grado del Rito scozzese antico ed accettato e fu presidente del Consiglio dei Venerabili della Valle del Tevere e nel 1925 dell'Areopago di Roma del 30º grado. Antifascista, durante il regime fascista si ritirò nell'attività professionale.
Da 1942 fu tra i maggiori esponenti del Partito Democratico del Lavoro e, in rappresentanza del suo partito, dopo il 25 luglio 1943 membro della giunta militare del CLN di Roma con Giorgio Amendola (PCI), Riccardo Bauer (PdA), Giuseppe Spataro (DC), Manlio Brosio (PLI) e Sandro Pertini (PSIUP).
Fu Ministro delle poste e delle telecomunicazioni nel III Governo Bonomi e Ministro dell'aeronautica nel Governo Parri e nel I Governo De Gasperi.
Il 2 giugno 1946 fu eletto all'Assemblea Costituente, dove propose una delle prime formulazioni dell'Articolo 1 della Costituzione italiana.
Nel dicembre 1947, insieme ad altri demolaburisti, aderì al Fronte popolare, concludendo l'attività parlamentare nel 1948.
Morì il 6 aprile 1953, cinque giorni dopo aver compiuto 66 anni.

## Opere
- I delitti contro la libertà del lavoro, Torino, 1911.
- Alle origini dello studio di Trevigi, Treviso, Turazza, 1912.

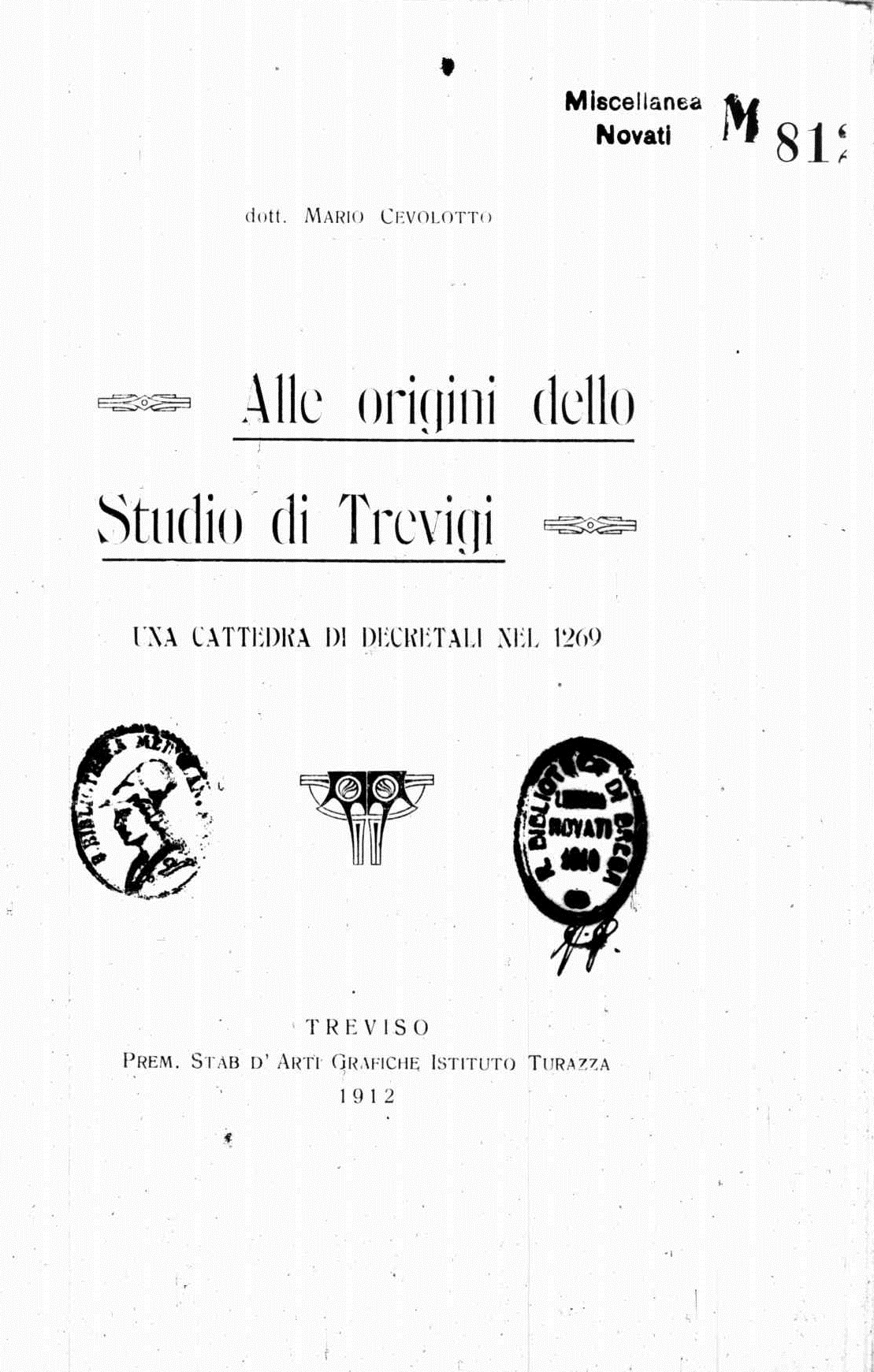
Alle origini dello studio di Trevigi, 1912